# Nationalliga A (Eishockey) 1962/63
Die Saison 1962/63 war die 25. reguläre Austragung der Nationalliga A, der höchsten Schweizer Spielklasse im Eishockey. Zum ersten Mal in seiner Vereinsgeschichte wurde der HC Villars Schweizer Meister, während der EHC Basel-Rotweiss in die NLB abstieg.

## Modus
Im Gegensatz zum Vorjahr wurde die Liga um zwei auf zehn Mannschaften aufgestockt. In einer gemeinsamen Hauptrunde spielte jede der zehn Mannschaften in Hin- und Rückspiel gegen jeden Gruppengegner, wodurch die Gesamtanzahl der Spiele pro Mannschaft 18 betrug. Der Tabellenerste wurde Schweizer Meister, während der Tabellenletzte gegen den besten Zweitligisten in der Relegation um den Klassenerhalt antreten musste. Für einen Sieg erhielt jede Mannschaft zwei Punkte, bei einem Unentschieden einen Punkt. Bei einer Niederlage erhielt man keine Punkte.

## Hauptrunde

### Abschlusstabelle
| Pl. | Team                      | Sp. | S  | U | N  | Tore   | Pkt. |
| --- | ------------------------- | --- | -- | - | -- | ------ | ---- |
| 1.  | HC Villars                | 18  | 14 | 1 | 3  | 75:29  | 29   |
| 2.  | EHC Visp                  | 18  | 12 | 2 | 4  | 73:44  | 26   |
| 3.  | SC Bern                   | 18  | 11 | 3 | 4  | 91:44  | 25   |
| 4.  | Young Sprinters Neuchâtel | 18  | 11 | 2 | 5  | 88:51  | 24   |
| 5.  | HC Davos                  | 18  | 11 | 0 | 7  | 60:50  | 22   |
| 6.  | Zürcher SC                | 18  | 9  | 0 | 9  | 87:72  | 18   |
| 7.  | EHC Kloten                | 18  | 7  | 0 | 11 | 74:83  | 14   |
| 8.  | HC Ambrì-Piotta           | 18  | 6  | 1 | 11 | 56:74  | 13   |
| 9.  | SC Langnau                | 18  | 4  | 1 | 13 | 47:87  | 9    |
| 10. | EHC Basel-Rotweiss        | 18  | 0  | 0 | 18 | 32:149 | 0    |

### Beste Scorer
| Pl. | Spieler         | Team                      | Tore | Assists | Punkte |
| --- | --------------- | ------------------------- | ---- | ------- | ------ |
| 1.  | Peter Stammbach | SC Bern                   | 21   | 18      | 39     |
| 2.  | Rolf Diethelm   | SC Bern                   | 21   | 17      | 38     |
| 3.  | Orville Martini | Young Sprinters Neuchâtel | 23   | 13      | 36     |
| 4.  | Peter Lüthi     | EHC Kloten                | 17   | 19      | 36     |

## Relegation
- EHC Basel-Rotweiss – Grasshopper-Club 0:7/2:5

Der EHC Basel-Rotweiss, der alle seine 18 Spiele in der Hauptrunde verlor und dabei eine Tordifferenz von −117 aufwies, musste in die Relegation und traf auf den besten Zweitligisten, den Grasshopper-Club, dem er in Hin- und Rückspiel jeweils deutlich unterlag, wodurch der EHC Basel-Rotweiss in die NLB abstieg und der Grasshopper-Club dessen Platz in der NLA einnahm.